# Schmale Straße 30 (Quedlinburg)

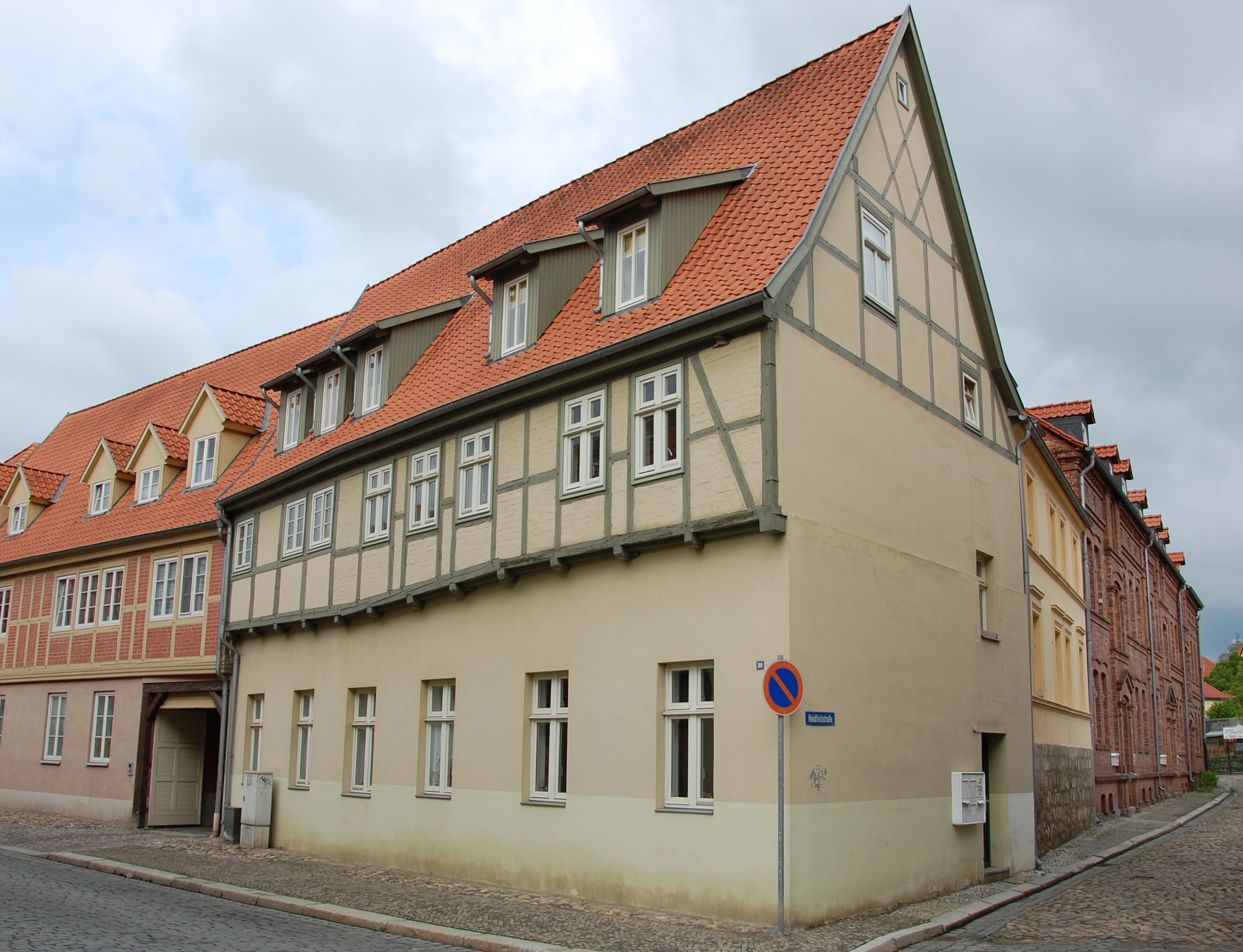
Haus Schmale Straße 30

Das Haus Schmale Straße 30 ist ein denkmalgeschütztes Gebäude in der Stadt Quedlinburg in Sachsen-Anhalt.

## Lage
Es befindet sich auf der Westseite der Schmalen Straße, nördlich des Marktplatzes der Stadt in einer Ecksituation an der Einmündung der Heidfeldstraße auf die Schmale Straße und ist im Quedlinburger Denkmalverzeichnis als Wohnhaus eingetragen. Es gehört zum UNESCO-Weltkulturerbe. Südlich grenzt das gleichfalls denkmalgeschützte Haus Schmale Straße 29 an.

## Architektur und Geschichte
Das zweigeschossige Fachwerkhaus entstand in Teilen bereits im Zeitraum um 1500. Aus dieser Zeit stammen das obere Geschoss sowie der Giebel. Das Fachwerk des nördlichen Hausgiebels ist im oberen Bereich mit einem Kreuzmuster versehen. Am Südteil des Gebäudes befinden sich vier sehr breite Eichenständer. Die Stockschwelle hat eine langgezogene Profilierung und ist mit Vierpassmustern geschmückten Kerbschnittmedaillons verziert. Sie weist Ähnlichkeiten zur Stockschwelle des Hauses Neustädter Kirchhof 15. An den abgesägten Balkenköpfen finden sich Reste von Schnitzereien.
Zum Anwesen gehört ein nördlicher ebenfalls in Fachwerkbauweise errichteter Seitenflügel, der sich entlang der Heidfeldstraße zieht. Dieser Bau entstand im 17. Jahrhundert und ruht auf einem Quadersockel. Die Putzfassade ist im Stil des Klassizismus gestaltet. Im Keller des Flügels befindet sich ein Tonnengewölbe.